# 1844年香港
|        | 香港歷史 \| 香港歷史年表                                                                                                   |
| 世紀： | 18世紀香港 \| 19世紀香港 \| 20世紀香港                                                                                     |
| 年代： | 1810年代香港 \| 1820年代香港 \| 1830年代香港 \| 1840年代香港 \| 1850年代香港 \| 1860年代香港 \| 1870年代香港               |
| 年份： | 1840年香港 \| 1841年香港 \| 1842年香港 \| 1843年香港 \| 1844年香港 \| 1845年香港 \| 1846年香港 \| 1847年香港 \| 1848年香港 |
| 紀年： | 甲辰年（龙年）、香港開埠3周年                                                                                              |

## 大事記
- 1月11日，首次定例局會議
- 2月28日，
  - 《1844 年第1 號條例》—奴隸條例通過，後被維多利亞女王否決。
  - 通過《土地註冊條例》。
- 5月7日，曉吾被委任正按察司（今首席大法官）。
- 5月8日，港督戴維斯爵士就任。
- 6月12日，頒布《1844 年華人保甲條例》。
- 6月26日，頒布《1844 禁止賭博條例》。
- 8月，定例局通過《人口登記法例》，向年滿21歲市民收取登記費，洋人每年5元，華人每年1元。
- 9月，本港首間醫院德己立醫院成立。
- 10月1日，成立香港高等法院。
- 10月30日，華商及各大商行僱員罷工罷市。
- 11月2日，暫緩執行《人口登記法例》。
- 11月4日，本港首宗絞刑，是一名於赤柱謀殺歐籍警官的華人。
- 11月13日，定例局通過《人口登記修正案》，取消登記費。
- 12月28日，頒布《售鹽、鴉片牌照稅條例》。
- 香港愉寧堂（今佑寧堂）成立